# Galeandra claesii
Galeandra claesii är en orkidéart som beskrevs av Célestin Alfred Cogniaux. Galeandra claesii ingår i släktet Galeandra och familjen orkidéer. Inga underarter finns listade i Catalogue of Life.